# Équipe des États-Unis de rugby à sept
Cet article traite de l'équipe masculine. Pour l'équipe féminine, voir Équipe des États-Unis féminine de rugby à sept.
 (mars 2016).
L'équipe des États-Unis de rugby à sept est l'équipe qui représente les États-Unis dans les principales compétitions internationales de rugby à sept. L'équipe participe au World Rugby Sevens Series et à la Coupe du monde de rugby à sept.

## Historique
Les États-Unis remportent leur première victoire en World Sevens Series à l'occasion du tournoi de Londres 2015 en battant en finale l'Australie (45-22).
La saison suivante, les États-Unis disputent les premiers Jeux olympiques de l'histoire de la discipline.
Les États-Unis organisent également la coupe du monde 2018. 

## Palmarès
- médaille de bronze aux Jeux panaméricains en 2011 à Guadalajara et en 2015 à Toronto.

### Coupe du monde
- 1993 : premier tour
- 1997 : 9e (vainqueur de la bowl)
- 2001 : 13e ex-aeqo (quart de finale de plate)
- 2005 : 13e ex-aeqo (quart de finale de plate)
- 2009 : 13e ex-aeqo (quart de finale de plate)
- 2013 : 13e ex-aeqo (quart de finale de plate)
- 2018 : 6e

### World Rugby Sevens Series
- Étapes remportées (3) :
  - Vainqueur de l'étape anglaise en 2015
  - Vainqueur de l'étape américaine en 2018, 2019

### Jeux olympiques
- Rio 2016 : 9e
- Tokyo 2020 : 6e
- Paris 2024 : 8e

## Effectif actuel
| Numéro | Nom                 | Âge | Tournois | Points | Essais |
| ------ | ------------------- | --- | -------- | ------ | ------ |
| 1      | Thretton Palamo     | 36  | 16       | 35     | 7      |
| 2      | Ben Pinkelman       | 30  | 3        | 10     | 2      |
| 3      | Danny Barrett       | 34  | 18       | 152    | 30     |
| 4      | Garrett Bender (en) | 33  | 18       | 40     | 8      |
| 5      | Ben Leatigaga       | 37  | 0        | 0      | 0      |
| 6      | Pat Blair           | 35  | 7        | 0      | 0      |
| 7      | Folau Niua (en)     | 40  | 35       | 375    | 38     |
| 8      | Seth Halliman       | 29  | 0        | 0      | 0      |
| 9      | Nate Augspurger     | 35  | 10       | 25     | 1      |
| 10     | Madison Hughes (c)  | 32  | 18       | 552    | 38     |
| 11     | Perry Baker         | 35  | 14       | 245    | 49     |
| 12     | Martin Iosefo       | 35  | 8        | 35     | 7      |
|        | Matai Leuta         | 34  | 6        | 20     | 4      |
|        | Kevin Swiryn        | 40  | 13       | 180    | 36     |
|        | Carlin Isles        | 35  | 28       | 380    | 76     |
|        | Zack Test           | 35  | 57       | 651    | 129    |
|        | Will Holder         | 33  | 6        | 57     | 11     |
|        | Maka Unufe (en)     | 33  | 18       | 160    | 32     |

## Statistiques individuelles

### Records de la sélection
| Catégorie            | Unité | Joueur         | Période d'activité | Source |
| -------------------- | ----- | -------------- | ------------------ | ------ |
| Meilleur marqueur    | 170   | Perry Baker    | 2014-              | [ 2 ]  |
| Meilleur réalisateur | 1111  | Madison Hughes | 2013-              | [ 3 ]  |
| Record de sélection  | 307   | Zack Test      | 2009-2016          | [ 4 ]  |

### Par saison
- Madison Hughes termine meilleur réalisateur des Wol;d Series 2015-2016 avec 331 points
- Perry Baker termine meilleur marqueur des World Series 2016-2017 avec 57 essais
- Carlin Isles termine meilleur marqueur des World Series 2017-2018 avec 49 essais